# Cantone di Raspes et Lévezou
Il Cantone di Raspes et Lévezou è una divisione amministrativa dell'arrondissement di Millau e dell'arrondissement di Rodez.
È stato costituito a seguito della riforma approvata con decreto del 21 febbraio 2014, che ha avuto attuazione dopo le elezioni dipartimentali del 2015.

## Composizione
Comprende i 22 comuni di:
- Alrance
- Arques
- Ayssènes
- Broquiès
- Brousse-le-Château
- Canet-de-Salars
- Les Costes-Gozon
- Curan
- Lestrade-et-Thouels
- Pont-de-Salars
- Prades-Salars
- Saint-Laurent-de-Lévézou
- Saint-Léons
- Saint-Rome-de-Tarn
- Saint-Victor-et-Melvieu
- Salles-Curan
- Ségur
- Trémouilles
- Le Truel
- Vézins-de-Lévézou
- Le Vibal
- Villefranche-de-Panat